# Liste des assemblées publiques tenues au Bas-Canada de mai à novembre 1837
Cet article présente la liste des assemblées publiques tenues au Bas-Canada de mai à novembre 1837, tant celles organisées par le Parti patriote que celles organisées par le Parti constitutionnel. Le 15 juin, le gouverneur Gosford émet une proclamation interdisant les grandes assemblées. Les patriotes ignorent la proclamation. À partir du 29 juin, des constitutionnels (ou royalistes) tiennent leurs propres assemblées publiques.
| Événement         | Lieu                                                                | Organisation          | Média                                                                                      |
| ----------------- | ------------------------------------------------------------------- | --------------------- | ------------------------------------------------------------------------------------------ |
| Le 7 mai          | assemblée de Saint-Ours                                             | Parti patriote        | résolutions parues le 11 mai dans La Minerve                                               |
| Le 15 mai         | assemblée de Saint-Laurent                                          | Parti patriote        | résolutions parues le 18 mai dans La Minerve                                               |
| Le 15 mai         | assemblée de Saint-Marc                                             | Parti patriote        | résolutions parues le 22 mai dans La Minerve                                               |
| Le 15 mai         | assemblée de Québec                                                 | Parti patriote        | résolutions parues le 23 mai dans The Vindicator                                           |
| Le 1er juin       | assemblée de Saint-Scholastique                                     | Parti patriote        | résolutions parues le 5 juin dans La Minerve                                               |
| Le 1er juin       | assemblée de Saint-Hyacinthe                                        | Parti patriote        | résolutions parues le 8 juin dans La Minerve                                               |
| Le 4 juin         | assemblée de Longueuil                                              | Parti patriote        | résolutions parues le 12 juin dans La Minerve                                              |
| Le 4 juin         | assemblée de Québec                                                 | Parti patriote        | résolutions parues le 8 juin dans La Minerve                                               |
| Le 11 juin        | assemblée de Sainte-Rose                                            | Parti patriote        | résolutions parues le 15 juin dans La Minerve                                              |
| Le 18 juin        | assemblée de Berthier                                               | Parti patriote        | résolutions parues le 22 juin dans La Minerve                                              |
| Le 18 juin        | assemblée de Saint-François-du-Lac                                  | Parti patriote        | résolutions parues le 26 juin dans La Minerve                                              |
| Le 23 juin        | assemblée de Saint-Hyacinthe                                        | Parti patriote        | résolutions parues le 29 juin dans La Minerve                                              |
| Le 25 juin        | assemblée de la Malbaie                                             | Parti patriote        | résolutions parues le 31 oct. dans Le Libéral                                              |
| Le 26 juin        | assemblée de Saint-Thomas                                           | Parti patriote        | résolutions parues le 3 juillet dans Le Canadien                                           |
| Le 28 juin        | assemblée de Montréal                                               | Parti patriote        | résolutions parues le 30 juin dans La Minerve                                              |
| Le 29 juin        | assemblée de Rawdon                                                 | Parti constitutionnel | résolutions parues le 14 juillet dans Le Populaire                                         |
| Le 4 juillet      | assemblée de Stanbidge                                              | Parti patriote        | résolutions parues le 13 juillet dans La Minerve                                           |
| Le 6 juillet      | assemblée de Montréal                                               | Parti constitutionnel | résolutions parues le 8 juillet dans The Montreal Gazette                                  |
| Le 12 juillet     | assemblée de Napierville                                            | Parti patriote        | résolutions parues le 20 juillet dans La Minerve                                           |
| Le 16 juillet     | assemblée de Deschambault                                           | Parti patriote        | résolutions parues le 24 juillet dans La Minerve                                           |
| Le 24 juillet     | assemblée à Napierville                                             | Parti constitutionnel | résolutions parues le 1er août dans The Montreal Gazette                                   |
| Le 25 juillet     | assemblée à Trois-Rivières                                          | Parti constitutionnel | résolutions parues le 28 juillet dans Le Populaire                                         |
| Le 26 juillet     | assemblée de Yamachiche                                             | Parti patriote        | résolutions parues le 31 juillet dans La Minerve                                           |
| Le 29 juillet     | assemblée de l'Assomption                                           | Parti patriote        | résolutions parues le 3 août dans La Minerve                                               |
| Le 31 juillet     | assemblée de Québec                                                 | Parti constitutionnel | résolutions parues le 2 août dans L'Ami du peuple                                          |
| Le 4 août         | assemblée d'Aylmer                                                  | Parti constitutionnel | résolutions parues le 19 août dans L'Ami du peuple                                         |
| Le 6 août         | assemblée de Yamaska                                                | Parti constitutionnel | résolution unique parue le 19 août dans L'Ami du peuple                                    |
| Le 6 août         | assemblée de Saint-Constant                                         | Parti patriote        | résolutions parues le 14 août dans La Minerve                                              |
| Le 6 août         | assemblée de Saint-François-du-Lac sur la tenure seigneuriale       | Parti patriote        | résolutions parues le 18 août dans Le Canadien                                             |
| Le 6 août         | assemblée de Vaudreuil                                              | Parti patriote        | résolutions parues le 14 août dans Le Canadien                                             |
| Le 10 septembre   | réunion des jeunes gens de Saint-Denis                              | Parti patriote        | résolutions parues le 24 septembre dans La Minerve                                         |
| Le 10 septembre   | assemblée de Napierville                                            | Parti patriote        | résolutions parues le 21 septembre dans La Minerve                                         |
| Le 10 septembre   | assemblée de Saint-Ignace                                           | Parti patriote        | résolutions parues le 21 septembre dans La Minerve                                         |
| Le 16 septembre   | assemblée de Milton                                                 | Parti constitutionnel | résolutions parues le 29 novembre dans Le Populaire                                        |
| Le 16 septembre   | réunion des femmes de Saint-Antoine                                 | Parti patriote        | compte-rendu du dîner champêtre paru le 21 septembre dans La Minerve                       |
| Le 13 octobre     | assemblée de Clarenceville                                          | Parti constitutionnel | compte-rendu des résolutions paru le 11 novembre dans The Montreal Gazette                 |
| Le 15 octobre     | assemblée de Saint-Polycarpe                                        | Parti patriote        | résolutions parues le 19 octobre dans La Minerve                                           |
| Le 23 octobre     | grande assemblée à la Place d'Armes de Montréal                     | Parti constitutionnel | compte-rendu, résolutions et adresses parus les 24 et 28 octobre dans The Montreal Gazette |
| Les 23-24 octobre | grande assemblée de la confédération des six-comtés à Saint-Charles | Parti patriote        | compte-rendu, résolutions et adresses parus le 30 octobre et 2 novembre dans La Minerve    |
| Le 5 novembre     | assemblée de Saint-Athanase                                         | Parti patriote        | compte-rendu des résolutions paru le 9 novembre dans La Minerve                            |
| Le 13 novembre    | assemblée d'Abbotsford                                              | Parti constitutionnel | résolutions parues le 21 novembre dans The Montreal Gazette                                |
| Le 20 novembre    | assemblée de Sherbrooke                                             | Parti constitutionnel | résolutions parues le 2 décembre dans The Montreal Gazette                                 |
| Le 23 novembre    | assemblée de Granby                                                 | Parti constitutionnel | résolutions parues le 4 décembre dans The Morning Courier                                  |